# Ojārs Siliņš
Ojārs Siliņš (ur. 20 lipca 1993 w Rydze) – łotewski koszykarz grający na pozycji skrzydłowego, od 2016 roku reprezentant Łotwy.